# Kristina Adebajo
Kristina Adebajo (ryska: Кристина Адебайо), född 19 januari 2002, är en rysk taekwondoutövare. 

## Karriär
I juni 2023 vid VM i Baku tog Adebajo brons i +73 kg-klassen. I maj 2024 vid EM i Belgrad tog hon ännu ett brons i +73 kg-klassen.